# San Antonio Masahuat
San Antonio Masahuat es un distrito del municipio de La Paz Centro del departamento de La Paz. Es un distrito culturalmente alto, cuenta con diversas tradiciones como el cuche de monte que es una tradición propiamente del distrito así mismo cuenta con distintos destinos turísticos fascinante como la peña trabada, la periquera, la cueva de la serpiente, la poza del aguacate y mucho más así mismo cuenta con una gran cantidad de restaurantes que te prepararán exquisitos platillos. Este distrito celebrar sus festejos patronales en honor a San Antonio de Padua del 2 al 13 de junio. Según el censo oficial de 2024, tiene una población de 3.949 habitantes.

## Historia
El poblado es de origen precolombino pipil, y estuvo comprendido dentro de la zona habitada por la tribu mazahua. De hecho, eran dos importantes asentamientos, y los misioneros españoles los diferenciaron con el nombre de San Antonio y San Pedro. De acuerdo a Pedro Cortés y Larraz, para el año 1770 habitaban unas 697 personas.
San Antonio Masahuat ha pertenecido a las circunscripciones de San Salvador (1824-1835), Cuscatlán (1835-1836); Distrito Federal (1836-1839); La Paz (1839-1842); San Salvador (1842-1845); La Paz (1845-1847); San Salvador (1847-1852); y desde este último año al departamento de La Paz. En 1864 la municipalidad adoptó como patrona a Nuestra Señora del Socorro, y el nombre de la localidad cambió a San Antonio del Socorro, pero la disposición no fue aceptada por la Asamblea Legislativa salvadoreña. Para 1890 su población era de 1.020 habitantes.
En enero de 1854, se terminó una cárcel de seis varas de largo y pared doble de piedra, y se compuso formalmente la casa convento que estaba arruinada y se reparó la iglesia. Para mayo, se fabricó una calzada de 40 varas de largo y 4 de ancho en un grande barranco que en el interior de la población formó el tapayagua de noviembre de 1852 y se  compuso el cabildo.
En el 20 de agosto de 1919 se abrió una oficina telegráfica con servicio mixto telefónico diurno y nocturno.

## Información general
El municipio cubre un área de 28,83 km² y la cabecera tiene una altitud de 320 m s. n. m. El topónimo Masahuat proviene de la voz náhuat mazahua, que tiene varios significados: "Lugar de ríos y venados", "Hierba del venado" o "Lugar que tiene venados". Las fiestas patronales se celebran del 10 al 15 de junio en honor a San Antonio de Padua.

## Cantones
El municipio está dividido en  seis cantones que son San Antonio La Loma, Belén, El Socorro, La Instancia y Los Solares, San Jose La Loma.